# Digital Garbage
Digital Garbage je desáté studiové album americké rockové skupiny Mudhoney. Vydalo jej v září 2018 vydavatelství Sub Pop a jeho producentem byl Johnny Sangster. Umístilo se ve třech hitparádách časopisu Billboard – mezi nezávislými alby dosáhlo 31. příčky, mezi vinylovými deskami 24. a v Top Heatseekers se dostalo až na šestnáctou. Časopis Mojo desku zařadil mezi 75 nejlepších alb roku 2018.

## Seznam skladeb
Autory všech skladeb jsou členové skupiny Mudhoney.
1. Nerve Attack – 2:45
2. Paranoid Core – 2:31
3. Please Mister Gunman – 3:30
4. Kill Yourself Live – 4:48
5. Night and Fog – 4:04
6. 21st Century Pharisees – 2:35
7. Hey Neanderfuck – 2:40
8. Prosperity Gospel – 3:48
9. Messiah's Lament – 3:04
10. Next Mass Extinction – 3:25
11. Oh Yeah – 1:29

## Obsazení
- Mark Arm – zpěv, kytara
- Steve Turner – kytara, zpěv
- Guy Maddison – baskytara
- Dan Peters – bicí